# Joe (cantante)
Joseph Lewis Thomas, conocido por su nombre artístico Joe (Columbus, Georgia, 5 de julio de 1973), es un cantautor de R&B y productor discográfico estadounidense.

## Biografía
Joe vivió los primeros años de su vida en Cuthbert, Georgia, pero tiempo después se mudó a Opelika. Siendo hijo de dos predicadores, Joe pasó mucho tiempo de su niñez en la iglesia cantando, tocando la guitarra , e incluso dirigiendo el coro de iglesia. A su vez, Joe creció escuchando música soul y R&B, tanto de cantantes legendarios tales como Marvin Gaye y Stevie Wonder; así como de artistas un poco más contemporáneos para esa época, como Bobby Brown y Keith Sweat.
Cuando Joe se graduó de la escuela secundaria trabajó en varios empleos temporales, y al mismo se dedicaba a cantar y escribir sus propias composiciones musicales, hasta que un día, Joe viajó a Nueva Jersey con la esperanza de hacer las conexiones en la industria de la música. Meses después, mientras trabajaba en una tienda de discos de música gospel, Joe se reunió con el productor discográfico Vincent Herbert, con quién grabó un demo con 3 canciones, comenzando así su carrera musical más profesionalmente.
En 1996, una de sus canciones, All the Things (Your Man Won't Do), apareció en la película Don't Be a Menace to South Central While Drinking Your Juice in the Hood (dirigida por Shawn Wayans y Marlon Wayans).
En 1999, Joe participó en el sencillo Thank God I Found You de la cantante Mariah Carey, juntó con el grupo 98 Degreez.
Joe ha interpretado una versión de la canción Before He Cheats de la cantante Carrie Underwood, titulado "Before I Cheat", el cual fue un "Pepsi smash" transmitido exclusivamente por Yahoo! Music, adaptando las letras de la canción a una perspectiva masculina.

## Discografía

### Álbumes
- 1993: Everything
- 1997: All That I Am
- 2000: My Name Is Joe
- 2001: Better Days
- 2003: And Then...
- 2007: Ain't Nothin' Like Me
- 2008: Joe Thomas, New Man
- 2009: Signature
- 2011: The Good, The Bad, The Sexy
- 2014: Bridges

### Sencillos
| Canción                                                         | Año  | Posiciones en lista | Posiciones en lista | Posiciones en lista | Posiciones en lista | Posiciones en lista | Álbum                       |
| Canción                                                         | Año  | US                  | US R&B              | CAN                 | NZ                  | UK                  | Álbum                       |
| --------------------------------------------------------------- | ---- | ------------------- | ------------------- | ------------------- | ------------------- | ------------------- | --------------------------- |
| "I'm in Luv"                                                    | 1993 | 64                  | 10                  | —                   | —                   | 22                  | Everything                  |
| "The One for Me"                                                | 1993 | —                   | 39                  | —                   | —                   | 34                  | Everything                  |
| "All or Nothing"                                                | 1993 | —                   | 33                  | —                   | —                   | 56                  | Everything                  |
| "All the Things (Your Man Won't Do)"                            | 1996 | 11                  | 2                   | —                   | 26                  | 34                  | All That I Am               |
| "Don't Wanna Be a Player"                                       | 1997 | 21                  | 5                   | —                   | 21                  | 16                  | All That I Am               |
| "The Love Scene"                                                | 1998 | —                   | —                   | —                   | 31                  | 22                  | All That I Am               |
| "Good Girls"                                                    | 1998 | —                   | —                   | —                   | —                   | 29                  | All That I Am               |
| "No One Else Comes Close"                                       | 1998 | —                   | —                   | —                   | —                   | 41                  | All That I Am               |
| "All That I Am/Sanctified Girl"                                 | 1998 | —                   | —                   | —                   | —                   | 52                  | All That I Am               |
| "Thank God I Found You" (con Mariah Carey featuring 98 Degrees) | 1999 | 1                   | 1                   | 2                   | 34                  | 10                  | Rainbow                     |
| "I Wanna Know"                                                  | 2000 | 4                   | 2                   | 6                   | —                   | 37                  | My Name Is Joe              |
| "Treat Her Like a Lady"                                         | 2000 | 63                  | 15                  | —                   | —                   | 60                  | My Name Is Joe              |
| "Stutter" (featuring Mystikal)                                  | 2000 | 1                   | 1                   | —                   | 42                  | 7                   | My Name Is Joe              |
| "Let's Stay Home Tonight"                                       | 2001 | 68                  | 18                  | —                   | —                   | 29                  | Better Days                 |
| "What If a Woman"                                               | 2002 | 63                  | 21                  | —                   | —                   | 53                  | Better Days                 |
| "More & More"                                                   | 2003 | 48                  | 15                  | —                   | —                   | —                   | And Then...                 |
| "Ride Wit U" (featuring G-Unit)                                 | 2004 | 56                  | 22                  | —                   | —                   | 12                  | And Then...                 |
| "Priceless"                                                     | 2004 | —                   | 72                  | —                   | —                   | —                   | And Then...                 |
| "Where You At?" (featuring Papoose)                             | 2006 | —                   | —                   | —                   | —                   | 92                  | Ain't Nothin' Like Me       |
| "If I Was Your Man"                                             | 2007 | 84                  | 19                  | —                   | —                   | 129                 | Ain't Nothin' Like Me       |
| "My Love"                                                       | 2007 | —                   | 35                  | —                   | —                   | —                   | Ain't Nothin' Like Me       |
| "E.R. (Emergency Room)"                                         | 2008 | —                   | 32                  | —                   | —                   | —                   | Joe Thomas, New Man         |
| "We Need to Roll"                                               | 2009 | —                   | 55                  | —                   | —                   | —                   | Joe Thomas, New Man         |
| "Why Just Be Friends"                                           | 2009 | —                   | 85                  | —                   | —                   | —                   | Joe Thomas, New Man         |
| "Majic"                                                         | 2009 | —                   | 57                  | —                   | —                   | —                   | Signature                   |
| "Worst Case Scenario"                                           | 2010 | —                   | 52                  | —                   | —                   | —                   | Signature                   |
| "Closer"                                                        | 2011 | —                   | 50                  | —                   | —                   | —                   |                             |
| "Losing"                                                        | 2011 | —                   | —                   | —                   | —                   | —                   | The Good, The Bad, The Sexy |
| "Dear Joe"                                                      | 2011 | —                   | 71                  | —                   | —                   | —                   | The Good, The Bad, The Sexy |